# Los miserables (telenovela de 1973)
Los miserables es una telenovela mexicana, producida y emitida por el Canal 13 en 1974. Adaptación de la famosa novela homónima del gran escritor y dramaturgo francés Victor Hugo, la telenovela contó con un gran reparto que incluyó a figuras como Sergio de Bustamante (como el protagonista Jean Valjean), Blanca Sánchez (como Fantine), Antonio Passy (como Javert), Diana Bracho (como Cosette) y Carlos Ancira y Magda Guzmán (como los Thernardier), entre otros.

## Argumento
En la Francia del siglo XIX, Jean Valjean deja la prisión después de veinte años de presidio por robar pan para darle de comer a su hermana y sus hijos. La gente sabe de su pasado por lo que nadie quiere recibirlo como huésped, a excepción del buen Obispo Myriel, y aunque Valjean intenta robarle, el perdón del Obispo hace que se redima y quiera empezar una nueva vida. A base de esfuerzo se convierte en un adinerado industrial y bajo otra identidad también ocupa el puesto de alcalde del pueblo de Montreuil-sur-mer. 
En la fábrica de la cual es dueño está empleada Fantine, una mujer muy pobre con una hija, Cosette y que apenas gana para enviarles dinero a los Thernardier, una pareja de posaderos que se hacen cargo de la niña, pero que son el vivo rostro de la maldad, la ambición y la indiferencia. Fantine es despedida injustamente de su trabajo y las penurias económicas la obligan a prostituirse. Valjean quien desconocía el despido injustificado de la mujer, la encuentra y hace amistad con ella. Fantine, en su lecho de muerte por tuberculosis, deja puestas sus esperanzas en su amigo a quien le encomienda cuide de Cosette. Valjean rescata a la niña del horrible hogar de los Thernardier y la adopta como hija.
El policía Javert se presenta como el principal antagonista de Valjean, ya que al descubrir que el alcalde de Montreuil-sur-mer es en realidad un exconvicto, Javert absorbido por su extremo sentido de la justicia lo denuncia, por lo que Valjean huye con Cosette y se refugian en un convento, donde Cosette crece, bella e inteligente, por ello Valjean decide que abandonarán el convento para que la joven pueda vivir una vida normal lejos del encierro, y alquilan una casa. Se acerca la época de las revueltas políticas y Cosette conoce a Mario, joven adherido a la causa revolucionaria y ambos se enamoran. Pero Javert continúa tras los pasos de Valjean y los tiempos cada vez se vuelven más tumultuosos cuando las causas revolucionarias cobran fuerza.

## Elenco
- Sergio de Bustamante - Jean Valjean
- Blanca Sánchez - Fantine
- Diana Bracho - Cosette
- Antonio Passy - Javert
- Carlos Ancira - Sr. Thernardier
- Magda Guzmán - Sra. Thernardier
- María Rojo - Eponina
- Luis Torner - Mario Pontmercy
- Ángel Garasa - Obispo Myriel
- Otto Sirgo - Félix Thomloyes
- Andrea Cotto - Azelma
- Edith González - Cosette (niña)
- Magda Haller - Sra. Magliore
- Alejandro Ciangherotti - Fauchelevent
- Fernando Soler - Sr. Gillenormand
- Marilú Elizaga - Srta. Gillenormand
- Rosenda Monteros - Sor Simplicia
- Alicia Palacios - Sor Perpetua
- Alicia Montoya - Madre Abadesa
- José Luis Jiménez - Mabeuf
- Héctor Bonilla - Gerard
- Enrique Novi - Luis
- Silvia Suárez - Hermana de Valjean
- Socorro Avelar - Celadora
- Norma Jiménez Pons - María Antonieta
- Karina Duprez - Obrera
- Rocío Brambila - Eponina (niña)
- Antonio Raxel - Barón de Pontmercy
- Rosario Granados - Margarita
- Margot Wagner - Obrera
- Maricarmen Vela - Obrera
- Judy Ponte - Sra. Borgon
- Gloria Jordán - Téresse
- Carlos Argüelles - Gavroche
- Mario Jiménez Pons - Andrés
- Raúl Izaguirre - Teódulo
- Josefina Escobedo
- Jorge Mondragón
- Luis Miranda
- Pilar Souza
- Jesús Gómez
- Guillermo Gil
- Gloria Estrada
- Rigoberto Carmona
- Francisco G. Rolon
- Isain Dávila
- Luis Manuel Jaramillo
- Armando Acosta
- Jaime Vega
- Odiseo Bichir
- Carmen Cortés
- Ernesto Casillas
- Adán Alcocer
- José Luis Amaro
- Salvador Pérez
- Eduardo Borja

## Versiones
Los miserables está basada en Los miserables, célebre novela escrita por Victor Hugo y publicada en 1862, de la cual se han realizado varias adaptaciones cinematográficas y musicales. Otras versiones en formato de telenovela son las siguientes:
- La cadena brasileña Rede Bandeirantes, realizó la primera adaptación en 1967 llamada Os Miseráveis. Protagonizada por Leonardo Villar y Maria Isabel de Lizandra.
- La cadena estadounidense Telemundo en coproducción con Argos Comunicación, realizaron en el 2014 Los miserables. Protagonizada por Aracely Arámbula y Erik Hayser. Esta versión está ambientada en la época contemporánea.